# Mirror Lake (Funnel Creek)

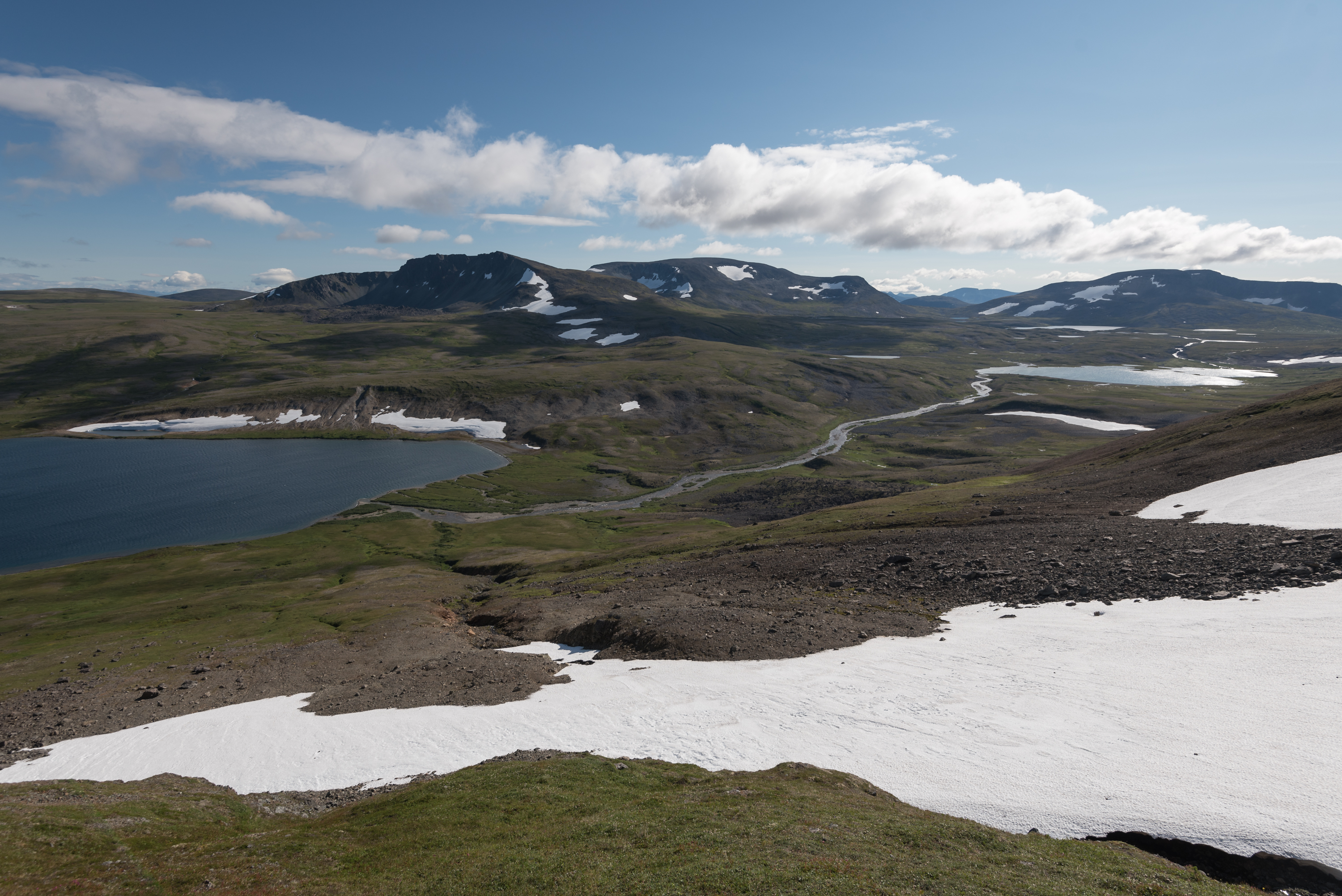
Östliches Seeende des Mirror Lake (links im Bild)

Der Mirror Lake (mirror englisch für „Spiegel“, lake für „See“) ist ein See im Südwesten Alaskas an der Basis der Alaska-Halbinsel.

## Lage
Der 396 m hoch gelegene und 152 ha große See befindet sich 25 km südlich vom Iliamna Lake. Er liegt in der Katmai National Preserve, ein dem Katmai-Nationalpark angegliedertes Schutzgebiet. Der 2,56 km lange und maximal 910 m breite Mirror Lake hat eine Ausrichtung in Richtung Westnordwest. Am Ostufer befindet sich eine etwa 500 m hohe Erhebung. Am zentralen Südufer des Sees erhebt sich ein Berg mit einer Höhe von mehr als 800 m. Der Funnel Creek durchfließt den Mirror Lake in westnordwestlicher Richtung.

## Namensgebung
Der lokale Name des Sees wurde 1923 von K. F. Mather vom U.S. Geological Survey (USGS) gemeldet.